# NEODyS
NEODyS (Near Earth Objects Dynamic Site, сайт динаміки навколоземних об'єктів) — італійський сервіс, який надає інформацію про навколоземні об'єкти за допомогою веб-інтерфейсу. Він спирається на автоматично оновлювану базу даних навколоземних орбіт астероїдів. Цей сайт надає ряд послуг, зокрема дозволяє передбачати зіткнення усіх навколоземних астероїдів на період до 2100 року.
NEODyS базується на базі даних Postgresql, що постійно й автоматично оновлюється останніми даними Центру малих планет. Орбіти обчислюються за допомогою програмного пакета OrbFit.

## Можливості
- Сторінка ризиків[2]: тут у списку ризиків показані навколоземеі об'єкти з імовірністю зіткнення із Землею від сьогодні до 2100 року більше 10−11[2].
- Ефемериди: надає ефемериди об'єкта, тобто положення на небі, зоряну величину у фільтрі V, висоту над горизонтом, повітряну масу, кутову відстань від Сонця та Місяця, фазовий кут і т. д.[2]
- Прогноз спостереження: надає положення об'єкта в певний час, графік невизначеності положення на небі та іншу інформацію, корисну для спостерігача.
- Орбітальна інформація: надає параметри орбіти об'єкта.
- MOID: показує аналіз мінімальної відстані перетину орбіт об'єкта.
- Власні елементи: показує власні елементи орбіти об'єкта.
- Інформація про спостереження: надає дані оптичних і радіолокаційних спостережень об'єкта.
- Близькі зближення: наведено таблицю з усіма близькими зближеннями до 2100 року з планетами Сонячної системи.
- Пошук: Надає можливість запитів у базі даних за орбітальними параметрами або за умовами спостереження або за близькими зближеннями з планетами Сонячної системи.
- Обсерваторії: можна отримати доступ до інформації про обсерваторії та їх роботу.
- Інші послуги: фізична інформація, що надається Координаційним центром навколоземниз об'єктів (NEO Coordination Centre) ESA; Орбітальна анімація, надана Офісом програм навколоземних об'єктів (NEO Program Office) Лабораторії реактивного руху